# Karapu
Karapu – gaun wikas samiti w zachodniej części Nepalu w strefie Gandaki w dystrykcie Lamjung. Według nepalskiego spisu powszechnego z 2001 roku liczył on 581 gospodarstw domowych i 2747 mieszkańców (1449 kobiet i 1298 mężczyzn).